# 테르밋

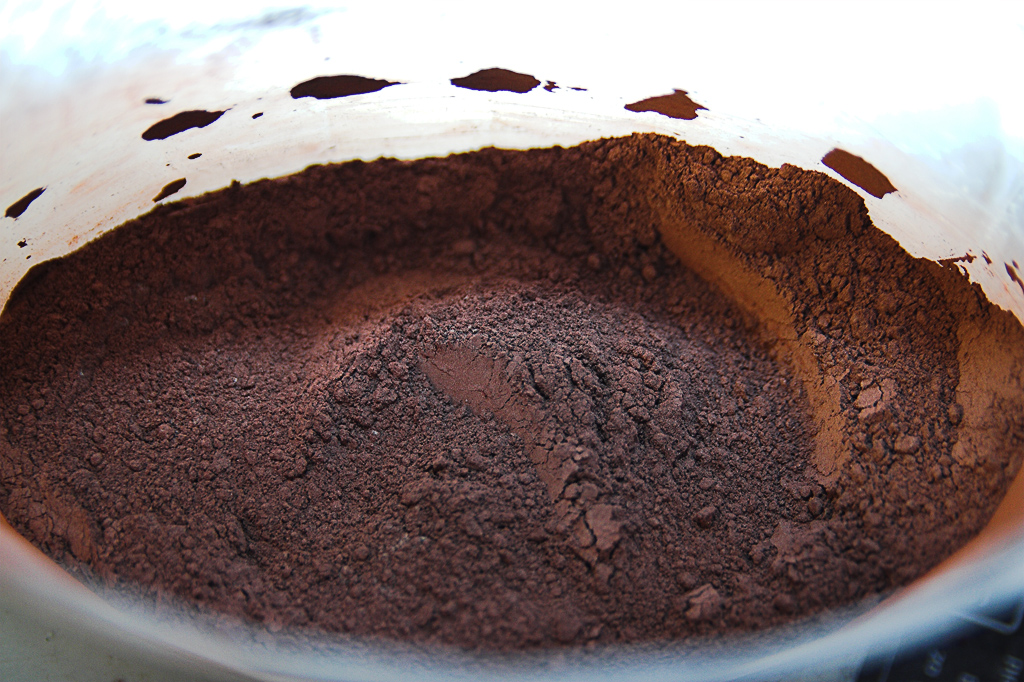
철 테르밋.

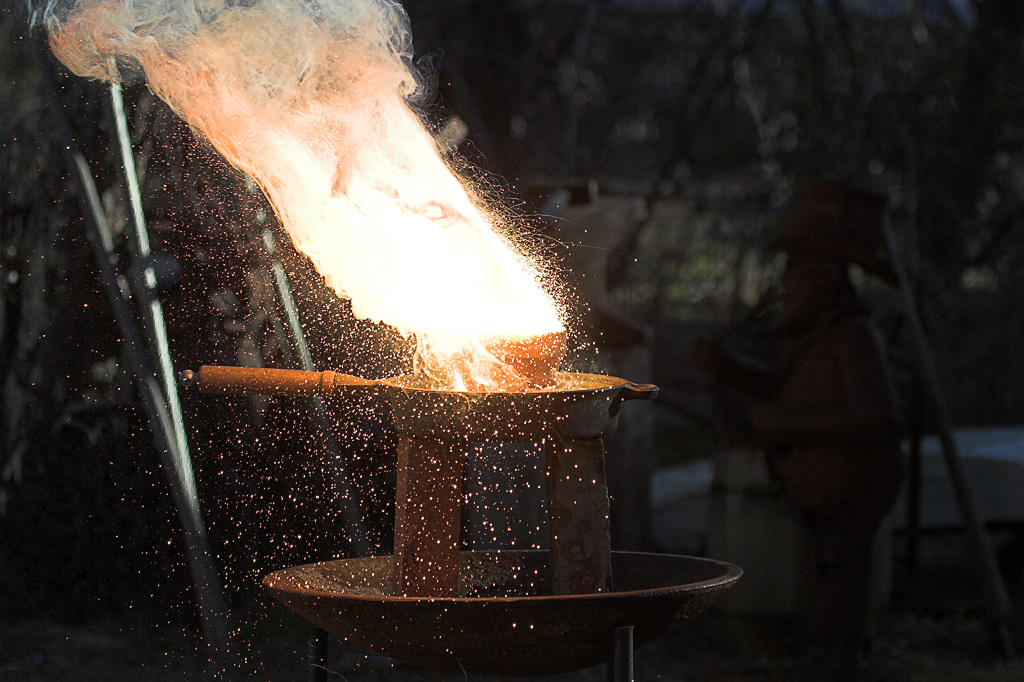
무쇠 도가니에 테르밋을 넣고 불을 붙였다.

테르밋(영어: thermite)은 금속 분말(연료)과 금속 산화물(산화제)을 혼합한 화공품이다. 열을 받으면 발열및 산화·환원 반응을 일으킨다. 폭발성 물질은 아니지만 좁은 면적에 순간적으로 극도의 고열을 발생시킬 수 있다. 생긴 꼴과 작동 기작 모두 다른 연료-산화제 혼합물인 화약과 유사하다.
테르밋 제작시 연료로는 알루미늄, 마그네슘, 타이타늄, 아연, 규소, 붕소 등 다양한 물질이 사용될 수 있으나 끓는점이 높고 가격이 싼 알루미늄이 가장 흔하게 사용된다. 산화제로는 산화비스무트, 삼산화붕소, 이산화 규소, 산화크롬, 이산화망간, 산화 철, 산화 구리, 산화납 등이 사용된다.

## 참고 문헌
- L. L. Wang, Z. A. Munir and Y. M. Maximov (1993). “Thermite reactions: their utilization in the synthesis and processing of materials”. 《Journal of Materials Science》 28 (14): 3693–3708. Bibcode:1993JMatS..28.3693W. doi:10.1007/BF00353167.
- M. Beckert (2002). “Hans Goldschmidt and the aluminothermics”. 《Schweissen und Schneiden》 54 (9): 522–526.